# Harald Fricke
Harald Fricke (* 28. März 1949 in Braunschweig; † 20. Juni 2012) war ein deutscher germanistischer Literaturwissenschaftler.

## Leben
Ab 1984 lehrte Fricke als ordentlicher Professor für Germanistische Literaturwissenschaft an der Universität Freiburg (Schweiz). Er war Mitglied der Akademie der Wissenschaften zu Göttingen und  Mitherausgeber des Reallexikons der deutschen Literaturwissenschaft.
Zu seinen Forschungsgebieten zählten unter anderem Gattungsgeschichte und Gattungstheorie, Semiotik, Hermeneutik und Literaturtheorie, komparatistische Literaturforschung, Poetik und Ästhetik, Gebrauchs- und Gelegenheitsliteratur, Fachsprachenforschung, Kinder- und Jugendliteratur sowie als besondere Forschungsgebiete unter anderem Sprachphilosophie, Wissenschaftstheorie, philosophische Ästhetik, Oper und Kunstlied, linguistische Poetik und Aphorismen.

## Werke

### Monographien
- Die Sprache der Literaturwissenschaft. Textanalytische und philosophische Untersuchungen. Beck, München 1977 (Dissertation, Universität Göttingen, 1976).
- Norm und Abweichung. Eine Philosophie der Literatur. Beck, München 1981 (Habilitationsschrift, Universität Göttingen, 1980).
- Aphorismus (= Realien zur Literatur. Band 208). Metzler, Stuttgart 1984.
- (mit Rüdiger Zymner) Einübung in die Literaturwissenschaft. Parodieren geht über Studieren  (= UTB. 1616). Schöningh, Paderborn 1991, 5. Auflage 2007.
- Literatur und Literaturwissenschaft. Beiträge zu Grundfragen einer verunsicherten Disziplin (= Explicatio: Analytische Studien zur Literatur und Literaturwissenschaft. Band 1). Schöningh, Paderborn 1991.
- Gesetz und Freiheit. Eine Philosophie der Kunst. Beck, München 2000.

### Als Herausgeber
- (Mitherausgeber) Reallexikon der deutschen Literaturwissenschaft. 3 Bände. De Gruyter, Berlin 1997–2003.
- (mit Fabian Fricke) Judith Sarah Fricke: Zwischenwelten. Ricco Bilger, Zürich 1998.
- (mit Urs Meyer) Abgerissene Einfälle. Deutsche Aphorismen des 18. Jahrhunderts (= Bibliothek des 18. Jahrhunderts). Beck, München 1998.
- Johann Wolfgang von Goethe: Sprüche in Prosa. Sämtliche Maximen und Reflexionen, aus den Quellen neu ediert, geordnet und kommentiert (= Sämtliche Werke. Abt. 1, Band 13 = Bibliothek deutscher Klassiker. Bd. 102). Deutscher Klassiker Verlag, Frankfurt am Main 1993.
- Johann Wolfgang von Goethe: Sprüche in Prosa. Sämtliche Maximen und Reflexionen, in Goethes Originalgestalt wiederhergestellt und mit Erläuterungen herausgegeben. Insel, Frankfurt am Main 2005 (modernisierte und kommentierte Lese-Ausgabe).

Wissenschaftliche Reihen
- (mit Gottfried Gabriel) Explicatio: Analytische Studien zur Literatur und Literaturwissenschaft. Schöningh bzw. Mentis, Paderborn 1991 ff. (bislang 20 Bände).
- (Mitherausgeber, ab 2001) Linguistic Approaches to Literature (LAL). John Benjamins Publishing Company, Amsterdam/London.